# It's Great to Be Alive
It's Great to Be Alive est un film américain réalisé en 1933 par Alfred L. Werker.
C'est un remake du film Le Dernier Homme sur terre sorti en 1924, adaptation du roman Le Dernier Homme de Mary Shelley.

## Synopsis
Un jeune aviateur, Carlos Martin, après s'être fait plaqué par sa petite amie, part pour un vol en solo à travers l'Océan Pacifique. En cours de route, il connait des problèmes de moteur qui le forcent à faire un atterrissage d'urgence sur une île inhabitée dans un atoll. Peu après, une pandémie d'une nouvelle maladie appelée masculitis tue tous les hommes fertiles de la planète. Lorsque les efforts pour guérir la maladie échouent, la race humaine est condamnée. Très vite, les femmes se retrouvent seules à former l'humanité. De son côté, Carlos réussit à s'échapper de l'île et lorsqu'il rentre chez lui, il  apprend la nouvelle ainsi qu'il va devoir faire perdurer la race humaine...

## Fiche technique
- Réalisation : Alfred L. Werker
- Scénario : Arthur Kober, Paul Perez, John D. Swain
- Photographie : Robert H. Planck
- Production : Fox Film Corporation
- Pays d'origine : États-Unis
- Genre : science-fiction, noir et blanc
- Date de sortie : 1933

## Distribution
- Raul Roulien : Carlos Martin
- Edna May Oliver : Dr. Prodwell
- Gloria Stuart : Dorothy Wilton
- Herbert Mundin : Brooks
- Edward Van Sloan : Dr. Wilton
- Robert Greig : Perkins
- Joan Marsh : Toots
- Dorothy Burgess : Al Moran
- Emma Dunn : Mrs. Wilton
- Betty Bryson : une danseuse, (non créditée)
- Peaches Jackson : une danseuse, (non créditée)

## Production
Le film a été tourné en avril 1933, et certaines scènes ont été réalisées à l'aéroport de Glendale en Californie.